# Azia Bishop
Azia Capri Bishop (ur. 5 kwietnia 1993) – amerykańska koszykarka występująca na pozycjach silnej skrzydłowej oraz środkowej.
9 sierpnia 2016 została zawodniczką TS Ostrovii Ostrów Wielkopolski.

## Osiągnięcia
Stan na 20 grudnia 2016, na podstawie, o ile nie zaznaczono inaczej.
NCAA
- Uczestniczka rozgrywek:
  - Elite Eight turnieju NCAA (2012, 2013)
  - Sweet Sixteen turnieju NCAA (2014)
- Mistrzyni sezonu regularnego konferencji Southeastern (SEC – 2012)
- Wicemistrzyni:
  - turnieju SEC (2013, 2014)
  - sezonu regularnego SEC (2013)
- Zaliczona do:
  - SEC Winter Sports Academic Honor Roll (2015)

Indywidualne
- Zaliczona przez eurobasket.com do III składu tureckiej ligi TKBL (2016)
- II miejsce na liście najlepiej blokujących TKBL (2016)